# 1964年東京オリンピックのスウェーデン選手団
1964年東京オリンピックのスウェーデン選手団（1964ねんとうきょうオリンピックのスウェーデンせんしゅだん）は、1964年10月10日から10月24日にかけて日本の首都東京で開催された1964年東京オリンピックのスウェーデン選手団、およびその競技結果。

## 概要
今大会は金メダル2個、銀メダル2個、銅メダル4個の合計8個のメダルを獲得した。

## メダル
| メダル | 選手名                                                                                    | 競技       | 種目                                    |
| ------ | ----------------------------------------------------------------------------------------- | ---------- | --------------------------------------- |
| 金     | ロルフ・ピーターソン                                                                      | カヌー     | 男子 K-1 1000メートル                   |
| 金     | スヴェン・オロフ・シェーデリウス グンナー・ウッターベルグ                                 | カヌー     | 男子 K-2 1000メートル                   |
| 銀     | ペレ・スヴェンソン                                                                        | レスリング | グレコローマン ライトヘビー級(87-97kg)  |
| 銀     | アルネ・カールソン スチューレ・ストーク ラース・ソーン                                    | セーリング | 5.5メートル級                           |
| 銅     | イングヴァール・ペッテション                                                              | 陸上       | 男子50km競歩                            |
| 銅     | ステューレ・ペーテルソン スヴァン・ハムリン エリック・ペーテルソン イェスタ・ペーテルソン | 自転車     | 男子50kmチームタイムトライアル          |
| 銅     | ベルティル・ニストロム                                                                    | レスリング | グレコローマン ウェルスター級 (70-78kg) |
| 銅     | ペレ・ペッターソン ホルガー・スンドストローム                                             | セーリング | スター級                                |